# 小島新田站
小島新田站（日语：／ Kojimashinden eki */?）是位於日本神奈川縣川崎市川崎區，屬於京濱急行電鐵大師線的鐵路車站。本站是京濱大師線的終點站，車站編號是KK26。

## 年表
- 1944年（昭和19年）10月1日 - 東京急行電鐵（大東急）產業道路 - 入江崎通車，本站啟用。
- 1948年（昭和23年）6月1日 - 成為京濱急行電鐵車站。
- 1964年（昭和39年）3月25日 - 此站至鹽濱站路段停用，車站成為大師線終點站。同時，車站往京急川崎站方向移動三百米。新站為單線月台1面1線構造。

搬移前是側式月台2面2線構造，下行線直通日本冶金工業的工廠側線。
- 1997年3月31日 - 站前往東海道貨物線川崎貨物站的味之素工廠側線廢止。
- 2010年3月14日 - 月台改為1面2線。

### 名稱由來
此地原屬橘樹郡大師河原村，過去曾是多摩川河口，江戶時代後期由小島六郎左衛門與池上七左衛門進行乾拓開發新田。之後北側稱為「小島新田」，南側稱為「北池上新田」。

## 結構
本站為島式月台1面2線的地面車站，自1964年遷站以來一直為單線，直至2010年3月，月台往西方移動40公尺後改為1面2線。部分用地使用味之素工廠側線。
| 月台 | 路線   | 目的地                 |
| ---- | ------ | ---------------------- |
| 1、2 | 大師線 | 川崎大師、京急川崎方向 |

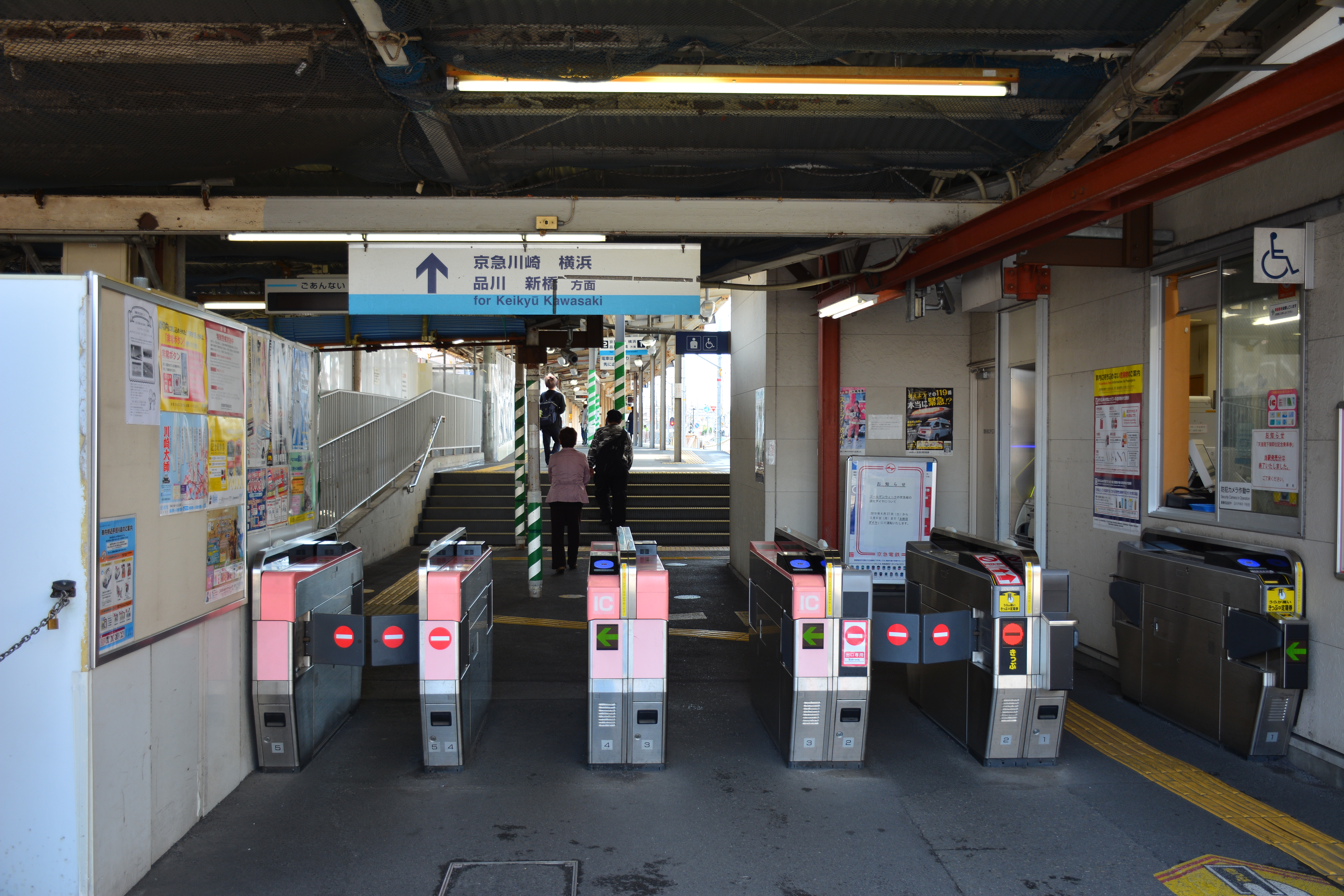
驗票閘口（2019年5月）
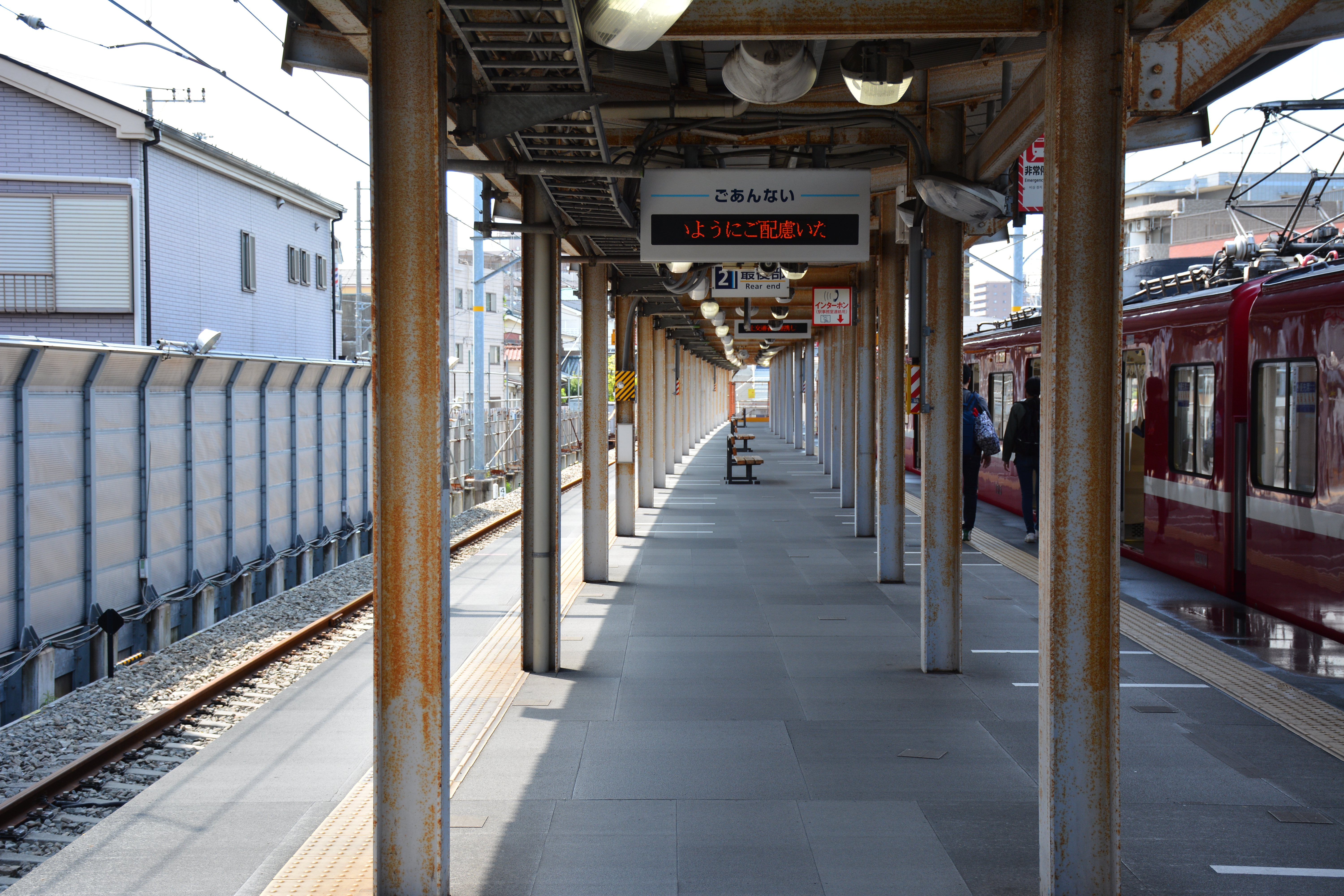
月台（2019年5月）
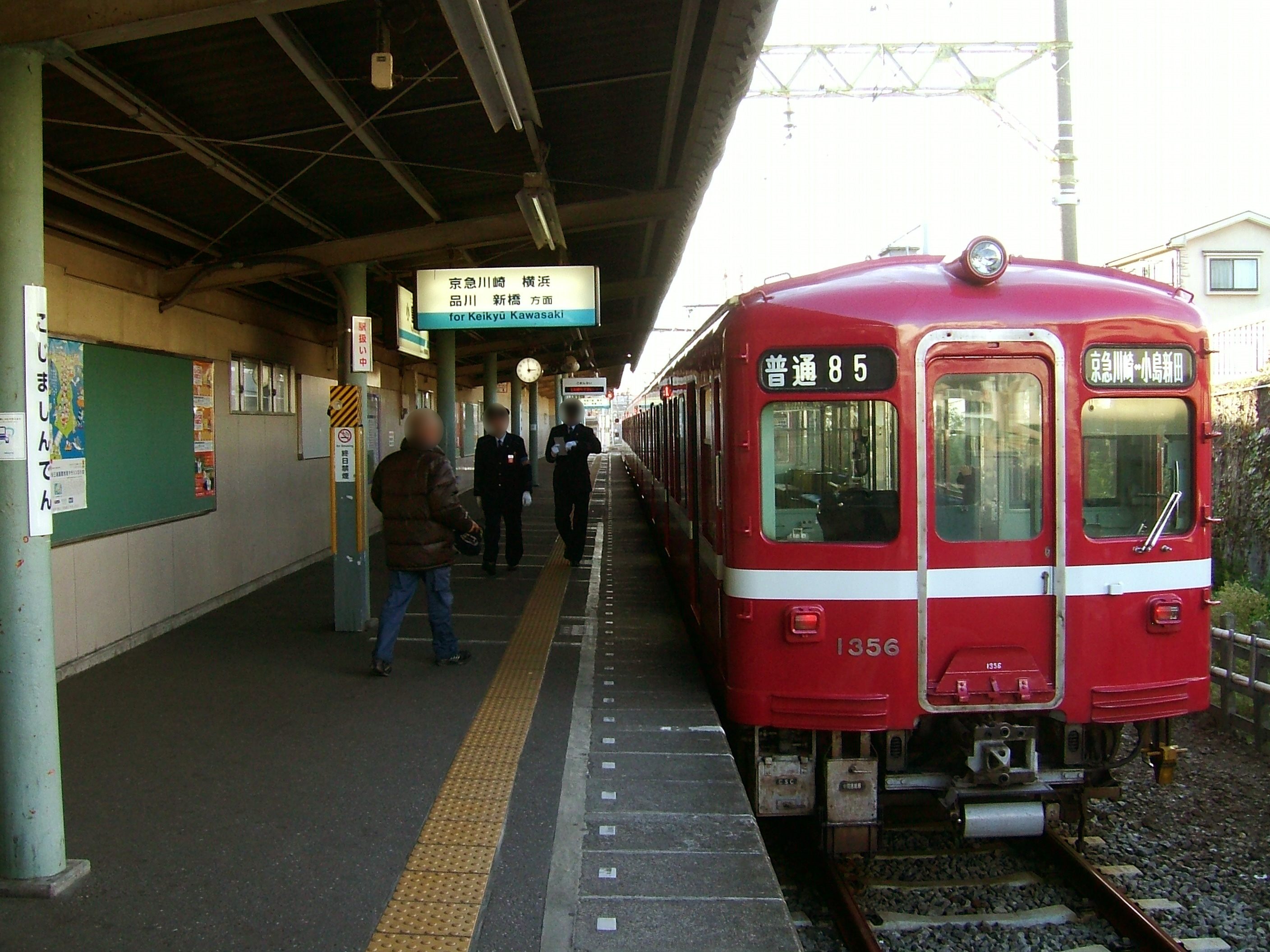
單線時期的月台（2008年11月）

## 使用情況
2016年度1日平均上下車人次為21,295人，京急線全部72個車站當中排行第32位。大師線當中使用量最多的車站。有許多來往本站附近工廠的員工接駁巴士在此站發車。
近年1日平均上下、上車人次推移如下表。
| 年度               | 1日平均 上下車人次 | 1日平均 上車人次 |
| ------------------ | ------------------ | ---------------- |
| 1995年（平成07年） |                    | 15,434           |
| 1996年（平成08年） |                    | 14,638           |
| 1997年（平成09年） |                    | 14,312           |
| 1998年（平成10年） |                    | 13,353           |
| 1999年（平成11年） |                    | 12,476           |
| 2000年（平成12年） |                    | 12,056           |
| 2001年（平成13年） |                    | 11,689           |
| 2002年（平成14年） | 21,810             | 11,029           |
| 2003年（平成15年） | 22,554             | 11,266           |
| 2004年（平成16年） | 21,160             | 10,832           |
| 2005年（平成17年） | 20,483             | 10,182           |
| 2006年（平成18年） | 20,567             | 10,196           |
| 2007年（平成19年） | 20,705             | 10,290           |
| 2008年（平成20年） | 21,205             | 10,551           |
| 2009年（平成21年） | 20,811             | 10,408           |
| 2010年（平成22年） | 20,890             | 10,474           |
| 2011年（平成23年） | 21,079             | 10,494           |
| 2012年（平成24年） | 20,470             | 10,317           |
| 2013年（平成25年） | 21,155             | 10,441           |
| 2014年（平成26年） | 21,179             | 10,713           |
| 2015年（平成27年） | 21,717             |                  |
| 2016年（平成28年） | 21,295             |                  |

## 周邊
位於川崎貨物站用地上的天橋「嚴島天橋」（いつくしま跨線橋）因富有昭和時期氣息，成為知名拍攝地。
- 江川幼稚園
- 川崎市立殿町小學校
- AOI國際醫院（日语：AOI国際病院）
- 國道409號（日语：国道409号）
- 川崎貨物站 - 東海道貨物支線、神奈川臨海鐵道水江線（日语：神奈川臨海鉄道水江線）、千鳥線（日语：神奈川臨海鉄道千鳥線）、浮島線（日语：神奈川臨海鉄道浮島線）
- 日本冶金工業川崎製造所
- 日本瑞翁（日语：日本ゼオン）川崎工場、綜合開發中心
- King Skyfront（日语：キングスカイフロント）

### 巴士路線
站前沒有巴士站。最近的巴士站是北方步行5分左右的國道409號（浮島通）上的「殿町小學校前」，可搭乘往川崎站與東方的殿町、浮島町方向的路線（川01、川03）。

## 相鄰車站
京濱急行電鐵
 大師線
大師橋（KK25）－小島新田（KK26）

## 外部連結
- 小島新田站（各站資訊） - 京濱急行電鐵（日語）